# Van Hool A330

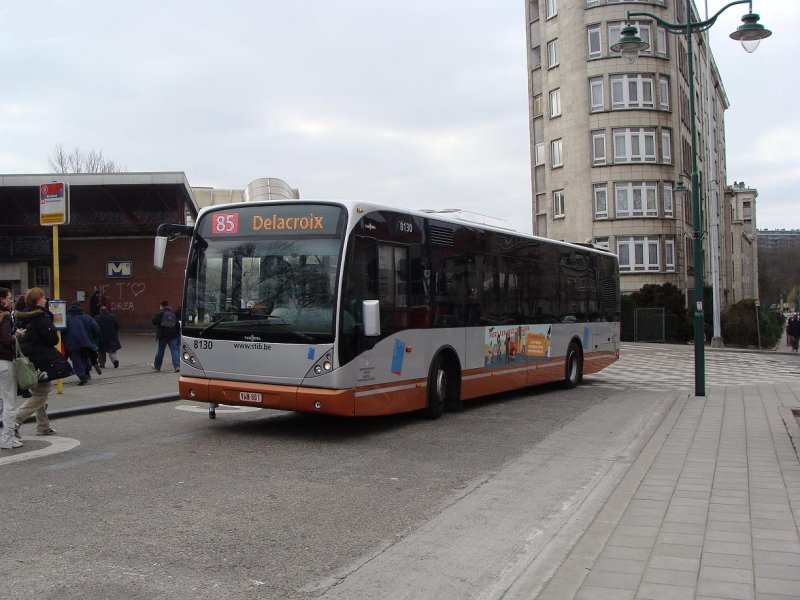
A330

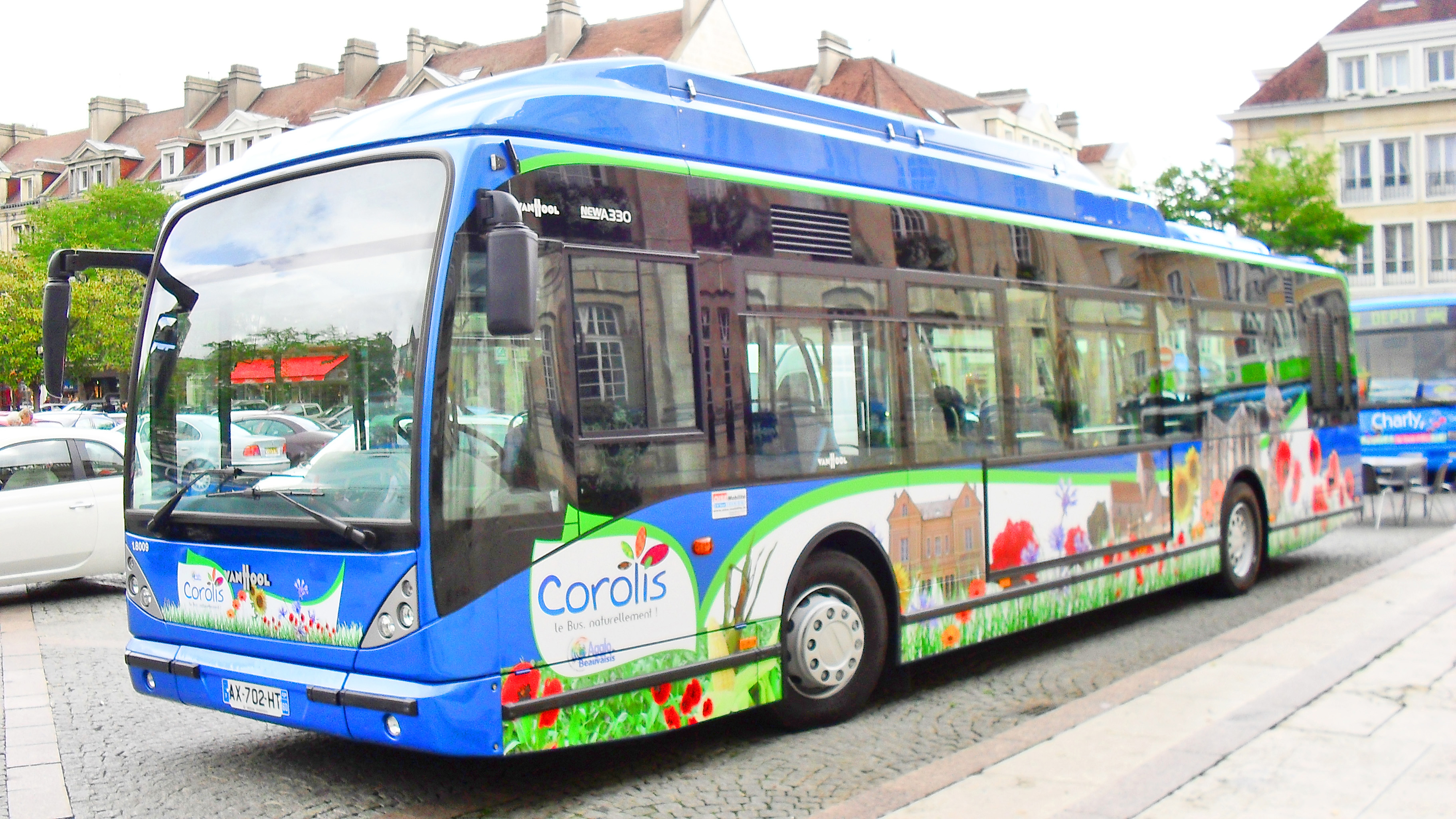
A330 CNG

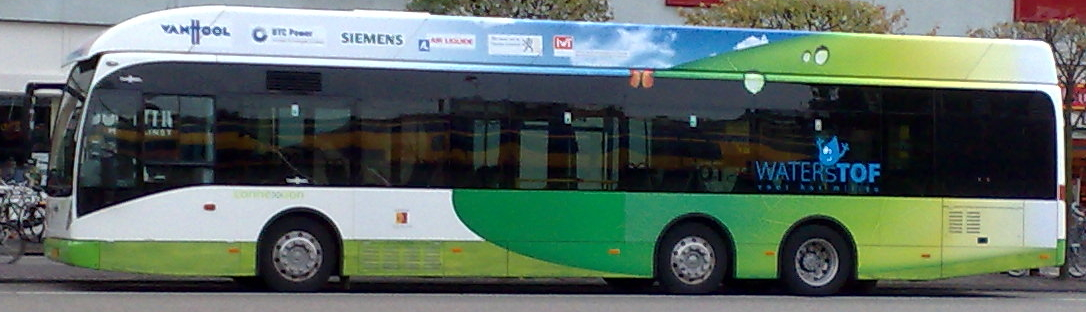
Fuell Cell Europa

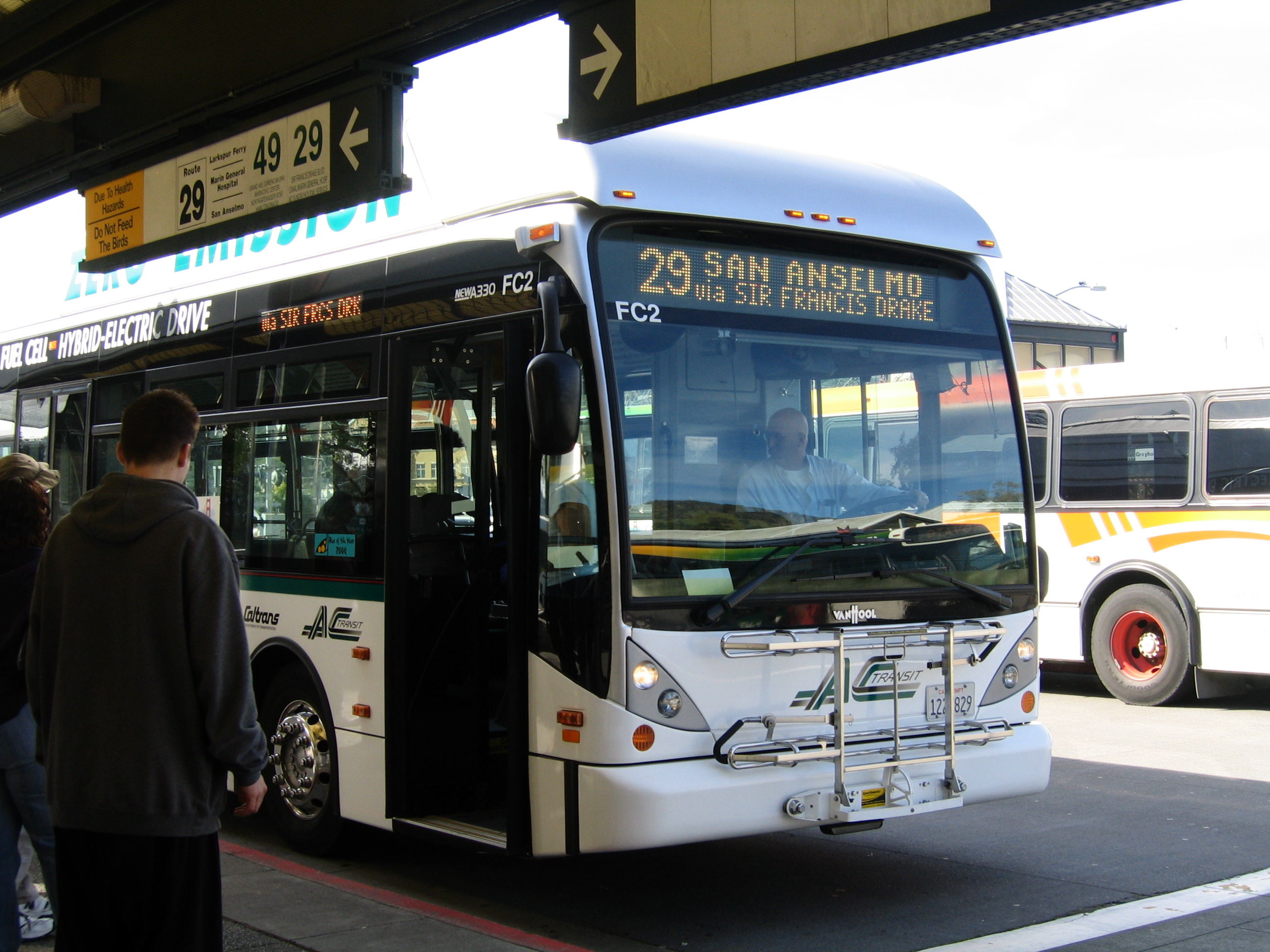
Fuell Cell USA

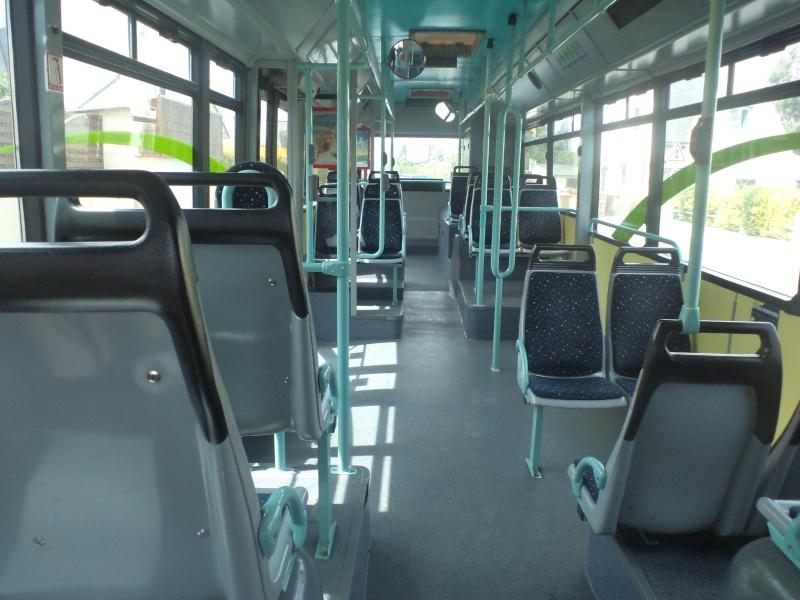
Interieur van een A330

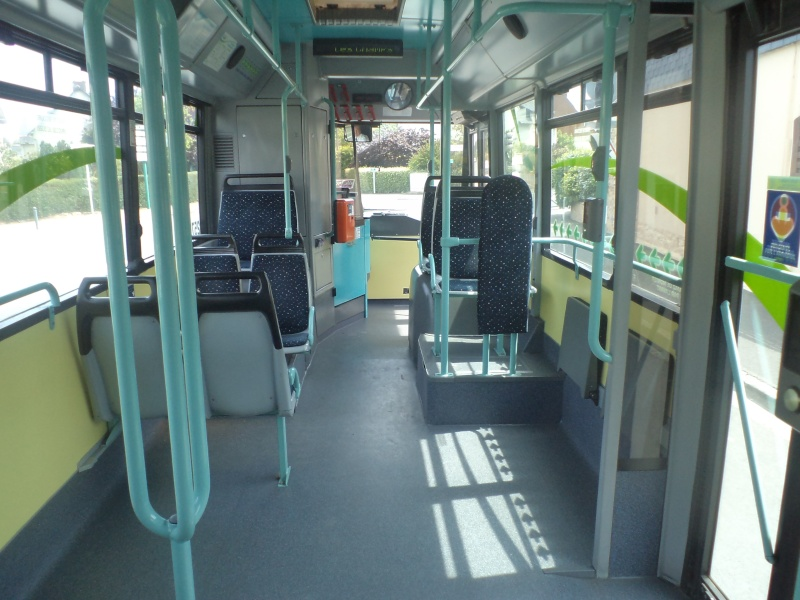
Interieur van een A330

De Van Hool A330 is een stadsbus van de Belgische fabrikant Van Hool. Het is een lagevloerbus waardoor ze geschikt is voor mensen met een beperking en kinderwagens. De bus is 12 meter lang en heeft 2 of 3 deuren waardoor zij goed is in te zetten op stadslijnen. Bij deze bussen is, in tegenstelling tot bij de A300 en de AG300, de motor niet halverwege de bus, maar rechtop achterin geplaatst. Er zijn van dit type bus ook aardgas (A330 CNG), trolley (A330 T), hybride (A330 hyb) en waterstof (A330 FC) bussen beschikbaar. In 2022 is dit type bus uit productie gegaan en vervangen door de Van Hool A12 en de Van Hool A13

## Technische specificaties
|                             | A330                                                  | A330 CNG                                              | A330 Fuell Cell Europa                                | A330 Fuell Cell USA                                   | A330 Hyb                                              | A330 T                                                |
| --------------------------- | ----------------------------------------------------- | ----------------------------------------------------- | ----------------------------------------------------- | ----------------------------------------------------- | ----------------------------------------------------- | ----------------------------------------------------- |
| Bouwjaren                   | 1997-2022                                             | 1997-2022                                             | 2009-2022                                             | 2009-2022                                             | 2007-2022                                             | ??-2022                                               |
| Lengte                      | 11 995 mm                                             | 11 995 mm                                             | 13 155 mm                                             | 12 360 mm                                             | 11 995 mm                                             | 11 955 mm                                             |
| Breedte                     | 2 550 mm                                              | 2 550 mm                                              | 2 550 mm                                              | 2 590 mm                                              | 2 550 mm                                              | 2 550 mm                                              |
| Hoogte                      | 3 100 mm                                              | 3 385 mm                                              | 3 420 mm                                              | 3 540 mm                                              | 3 220 mm                                              | 3 683 mm                                              |
| Wielbasis                   | 5 790 mm                                              | 5 790 mm                                              | 5 110 mm + 1 690 mm                                   | 5 790 mm                                              | 5 790 mm                                              | 5 790 mm                                              |
| Vooroverbouw                | 2 715 mm                                              | 2 715 mm                                              | 2 715 mm                                              | 2 690 mm                                              | 2 715 mm                                              | 2 715 mm                                              |
| Achteroverbouw              | 3 490 mm                                              | 3 490 mm                                              | 3 640 mm                                              | 3 640 mm                                              | 3 490 mm                                              | 3 490 mm                                              |
| Instaphoogte                | 330 mm                                                | 330 mm                                                | 330 mm                                                | 370 mm                                                | 340 mm                                                | 330 mm                                                |
| Motor                       | MAN D2066 LOH Euro 5 EEV & DAF PR EURO 5 EEV 183      | MAN D2066 LOH Euro 5 EEV & DAF PR EURO 5 EEV 183      | MAN D2066 LOH Euro 5 EEV & DAF PR EURO 5 EEV 183      | MAN D2066 LOH Euro 5 EEV & DAF PR EURO 5 EEV 183      | MAN D2066 LOH Euro 5 EEV & DAF PR EURO 5 EEV 183      | MAN D2066 LOH Euro 5 EEV & DAF PR EURO 5 EEV 183      |
| Vermogen                    | 235 kW of 228 kW                                      | 235 kW of 228 kW                                      | 235 kW of 228 kW                                      | 235 kW of 228 kW                                      | 235 kW of 228 kW                                      | 235 kW of 228 kW                                      |
| Versnellingsbak             | Automaat Voith ZF ECOMAT 4 (ECOLIFE in voorbereiding) | Automaat Voith ZF ECOMAT 4 (ECOLIFE in voorbereiding) | Automaat Voith ZF ECOMAT 4 (ECOLIFE in voorbereiding) | Automaat Voith ZF ECOMAT 4 (ECOLIFE in voorbereiding) | Automaat Voith ZF ECOMAT 4 (ECOLIFE in voorbereiding) | Automaat Voith ZF ECOMAT 4 (ECOLIFE in voorbereiding) |
| Aantal zitplaatsen1         | 21 tot 40 personen                                    | 34 personen                                           | 34 personen                                           | 25 personen                                           | 25 personen                                           | 32 personen                                           |
| Maximaal aantal passagiers2 | ca. 90 personen                                       | ca. 90 personen                                       | ca. 100 personen                                      | ca. 95 personen                                       | ca. 90 personen                                       | ca. 90 personen                                       |

1= afhankelijk van het aantal deuren en stoelindeling; 2= inclusief staanplaatsen

## Fuel cell
Sinds 2004 bestaat er een waterstofbus van Van Hool in de Verenigde Staten. Deze werd ontwikkeld op basis van een A330 en stond model voor de Europese waterstofbus en later de Amerikaanse waterstofbus die ontwikkeld werd uit de A300L. De Europese waterstofbus kreeg de benaming Fuel Cell Europa en de Amerikaanse werd Fuel Cell USA. Beide modellen zijn gebaseerd op een A330.
In 2008 heeft de provincie en OV-autoriteit Zuid-Holland testen uitgevoerd met de waterstofbus van Van Hool (Fuel Cell Europa). De bus heeft op diverse lijnen in de concessie Duin- en Bollenstreek/Leiden Rijnstreek/Midden-Holland gereden. Later is deze bus overgezet naar De Lijn.
In 2015 werd aangekondigd dat Van Hool in totaal 21 waterstofbussen gaat bouwen voor de Europese metropolen, zoals Rome, Rotterdam, Cherbourg en Londen.
Van Hool heeft in 2018 een grote opdracht ontvangen van Regionalverkehr Köln (RVK) en de Wuppertaler Stadtwerke (WSW) om in totaal 40 brandstofcelbussen te leveren. 30 van de H2-bussen zijn gepland voor Keulen, tien voor Wuppertal.
De Wuppertaler Stadtwerke (WSW) heeft in december 2019 de eerste van tien brandstofcelbussen ontvangen. De volgende vijf waterstofvoertuigen van Van Hool worden in januari 2020 verwacht door WSW en de rest in februari 2020. Het komende jaar zullen ze ook worden gebruikt voor reguliere diensten.
Volgens het bericht is het nog niet duidelijk op welke lijnen de voertuigen moeten worden gebruikt. Onder andere vanwege het aangegeven bereik van 350 kilometer mogen de brandstofcelbussen niet afhankelijk zijn van bepaalde lijnen met geschikte infrastructuur.

## Inzet

### Nederland

#### Noord-Brabant
In 2002 bestelde BBA een 64 bussen (serie 143 t/m 176) voor de stadsdienst in Tilburg, Breda en 's-Hertogenbosch om het oude busmateriaal te vervangen. In Tilburg en Breda kregen de bussen een eigen huisstijl. Toen eind 2006 een nieuwe concessie in Noord-Brabant inging, ging BBA verder als Veolia Transport en de stadsdienst in 's-Hertogenbosch ging naar Arriva. Daardoor werden deze bussen langzamerhand vervangen door nieuw busmateriaal. Sommige dienden nog als ijzeren reserve en anderen werden afgevoerd of overgeplaatst naar andere concessies. In 2009 werden 7 bussen overgeplaatst naar de stadsdienst in Delft. Dit is gedaan vanwege de lage viaducten in deze steden waar het nieuwe aardgas busmaterieel niet onder door kon. De laatste twee bussen (170 en 173) zijn daar begin 2013 buiten dienst gegaan.

#### Utrecht
In 2004 werden er 27 bussen (serie (4)107 t/m (4)133 geleverd aan het Utrechtse stadsvervoerbedrijf GVU. Nummer (4)122 ging verloren bij een brand. In 2007 werd een gedeelte van deze serie doorgeschoven naar het Nijmeegse Novio. Begin 2010 ging de serie weer terug naar GVU.
De GVU 122 was met brandschade afgevoerd, en via de handel gekocht door Westbank te Terschelling waar deze bus weer in gebruik is genomen voor groepsvervoer.

#### Groningen & Drenthe
In 2013 werden 5 waterstofbussen geleverd aan Riviera Trasporti in San Remo. Twee van deze bussen zijn in 2016 aan Qbuzz verkocht. In 2019 zijn met de resterende bussen enkele proeven gehouden. De voertuigen van Qbuzz worden sinds februari 2017 ingezet als testbus en worden per december 2017 ingezet op de streeklijnen van Groningen en Drenthe.
In november 2020 volgde de eerste bus van een nieuwe serie van dertig. Deze zijn eveneens besteld voor streekdiensten in Groningen en Drenthe.

#### Rotterdam
In 2017 werden er twee waterstofbussen geleverd aan de RET in Rotterdam.

### België
In België worden deze bussen veel gebruikt bij vervoersbedrijven De Lijn, MIVB en TEC. Ook rijden een aantal pachters met deze bussen rond. In de loop van 2014 zullen er 109 driedeurs- en tien tweedeurs-bussen in gaan stromen voor TEC. Mogelijk zullen 13 exemplaren worden gebouwd als hybride bussen.

### Andere landen
Naast België en Nederland zijn er ook enkele bussen geëxporteerd naar o.a. Duitsland, Frankrijk, Luxemburg en de Verenigde Staten. Vervoerbedrijf AC Transit rijdt sinds 2003 rond met in totaal 137 bussen rond van dit type, waaronder 3 waterstofbussen..

### Inzetgebieden
| Bedrijf                                            | Type           | Series                                                     | Aantal       | Bouwjaar                       | Inzet | Opmerking |
| België                                             | België         | België                                                     | België       | België                         | België | België |
| -------------------------------------------------- | -------------- | ---------------------------------------------------------- | ------------ | ------------------------------ | --- | --- |
| De Lijn                                            | newA330FC      | 1199                                                       | 1            | 2007                           | ?? | Huurbus Buiten dienst |
| De Lijn                                            | A330K          | 4094-4126                                                  | 33           | 2002                           | Stadsdienst Antwerpen | Afgevoerd |
| De Lijn                                            | A330K          | 4225-4243                                                  | 19           | 2002                           | Stad- en streekdienst Aalst | Afgevoerd |
| De Lijn                                            | newA330        | 4880-4901                                                  | 22           | 2006                           | 4880-4895; Stadsdienst Antwerpen 4897-4901; Stadsdienst Oostende 4896; rijschoolbus West-Vlaanderen (7894) 4881 en 4882 rijschoolbus Antwerpen ecodrive, omgenummerd naar 8107 en 8108 | |
| De Lijn                                            | newA330        | 5016-5029                                                  | 14           | 2007-2008                      | Stadsdienst Antwerpen | |
| De Lijn                                            | newA330        | 5084-5088                                                  | 5            | 2007                           | Stadsdienst Oostende | |
| De Lijn                                            | newA330        | 5089-5091                                                  | 3            | 2008                           | Stadsdienst Antwerpen | |
| De Lijn                                            | newA330FC      | 5601-5605                                                  | 5            | 2013-2014                      | Streekdienst Antwerpen-Noord | |
| Ets. Picavet et Cie                                | newA330        | 964165, 964167 b, 964169-964172                            | 6            | 2011-2012                      | Waals-Brabant | In de huisstijl van TEC |
| Hageland                                           | newA330        | 330820, 330823                                             | 2            | 2009                           | Vlaams-Brabant | In de huissijl van De Lijn |
| Intratours-Van Mullem                              | newA330        | 301822                                                     | 1            | 2009                           | Vlaams-Brabant | In de huisstijl van De Lijn |
| MIVB                                               | newA330        | 8101-8227                                                  | 127          | 2006-2007                      | Brussel | Deze reeks bepaalde de nieuwe huisstijl van MIVB |
| MIVB                                               | newA330        | 9601-9789                                                  | 189          | 2009-2011                      | Brussel | |
| MIVB                                               | newA330FC      | 8931                                                       | 1            | 2021                           | Brussel | Eerste newA330FC van MIVB. |
| Staca-Van Mullem                                   | newA330        | 330221                                                     | 1            | 2009                           | Vlaams-Brabant | In de huissijl van De Lijn |
| TEC                                                | newA330        | 3201-3210                                                  | 10           | 2014-2015                      | Henegouwen | |
| TEC                                                | newA330        | 3201-3210                                                  | 10           | 2013-2014                      | Henegouwen | |
| TEC                                                | A330           | 3801-3842                                                  | 42           | 2001-2002                      | Henegouwen | 3814-3815 en 3817-3818 gingen in 2011 over naar Charleroi 3804, 3834, 3841 zijn buiten dienst |
| TEC                                                | A330           | 4.300-4.316                                                | 17           | 2001-2002                      | Namen en Luxemburg | 4.313-4.316 gingen in 2011 over naar Charleroi |
| TEC                                                | newA330        | 4.650-4.659                                                | 10           | 2014-2015                      | Namen en Luxemburg | Twee deursversie. |
| TEC                                                | newA330        | 4.650-4.685                                                | 26           | 2016                           | Namen en Luxemburg | |
| TEC                                                | A330           | 5.145-5.212                                                | 67           | 2001-2002, 2004 (alleen 5.212) | Stadsdienst Luik | 5.212 kwam in 2004 in dienst ter vervanging van een uitgebrande bus. 5.146, 5.159. 5.188, 5.190, 5.194, 5.197, zijn buiten dienst |
| TEC                                                | newA330        | 5.506-5.541                                                | 36           | 2015                           | Verviers en Eupen | |
| TEC                                                | newA330        | 6725-6756                                                  | 32           | 2015                           | Waals Brabant | |
| TEC                                                | A330           | 7213-7215                                                  | 3            | 2001-2002                      | Rijschoolbussen Charleroi | Ex 4.313-4.315 |
| TEC                                                | A330           | 7251-7266                                                  | 15           | 2001-2002                      | Charleroi | 7260 is buiten dienst |
| TEC                                                | A330           | 7269                                                       | 1            | 2001-2002                      | Charleroi | Ex 4.316 |
| TEC                                                | A330           | 7270-7273                                                  | 4            | 2001-2002                      | Charleroi | Ex 3814-3815 en 3817-3818 |
| TEC                                                | newA330        | 7801-7830                                                  | 30           | 2015                           | Charleroi | |
| Canada                                             |                |                                                            |              |                                | | |
| Viva                                               | newA330        | 5101-5160                                                  | 60           | 2005                           | Ontario | |
| Duitsland                                          |                |                                                            |              |                                | | |
| Göttinger Verkehrsbetriebe                         | newA330        | ??                                                         | 14           | 2007                           | Göttingen | |
| Hamburger Hochbahn AG                              | newA330        | 2524 - 2535                                                | 12           | 2005                           | Hamburg | |
| Regionalverkehr Köln GmbH (RVK)                    | newA330FC      | ??                                                         | 2            | 2013                           | Keulen | |
| Regionalverkehr Köln GmbH (RVK)                    | newA330FC      | n.n.b.                                                     | 30           | 2018                           | Keulen | |
| Nahverkehr Göttingen                               | newA330        | ESW-WB 175, ESW-WB 185                                     | 2            | 2007                           | Göttingen | |
| WSW                                                | newA330FC      | 1941-1950                                                  | 10           | 2018                           | Wuppertal | |
| Frankrijk                                          |                |                                                            |              |                                | | |
| Corolis                                            | newA330hyb     | 10xxx                                                      | 1            | 2010                           | Beauvais en omgeving | Hybride bus |
| Corolis                                            | newA330CNG     | 8009, 8317, 8318, 8416, 8417, 8709, 8710                   | 7            | 2000, 2003, 2004, 2007         | Beauvais en omgeving | CNG-bussen |
| Fil Bleu                                           | newA330        | 110-130, 260-280, 281-283, 284-295                         | 53           | 2004, 2005, 2007, 2010, 2011   | Tours | |
| Franse marine                                      | A330           | geen                                                       | 4            | 2003                           | Brest | |
| Keolis Dijon (Divia)                               | A330           | 3201 - 3221                                                | 21           | 2001                           | Dijon | |
| Keolis Dijon (Divia)                               | newA330        | 3222 - 3225                                                | 4            | 2002 - 2011                    | Dijon | Ex RDTA 295-297 |
| Keolis Dijon (Divia)                               | newA330 CNG    | 258 - 294                                                  | 37           | 2004 - 2008                    | Dijon | Zijn afgevoerd naar Hongarije |
| RDTA                                               | newA330        | 491-497                                                    | 7            | 2002                           | Ain | |
| RNA                                                | newA330        |                                                            | 2            | ??                             | Lyon | ex-Touriscar |
| TCRB                                               | newA330        | 331-332                                                    | 2            | 2009                           | Boulogne-sur-Mer | |
| TCRB                                               | newA330CNG     | 311-330                                                    | 20           | 2003-2006                      | Boulogne-sur-Mer | |
| TUB                                                | A330           | 256-258                                                    | 3            | 1999                           | Briochins | |
| TUB                                                | newA330        | 264-268, 510                                               | 6            | 2002, 2004                     | Briochins | 510 is ex RDTA 496 |
| Twisto                                             | newA330        | 201-209                                                    | 9            | 2003                           | Caen | |
| Hongarije                                          |                |                                                            |              |                                | | |
| BKV Zrt.                                           | newA330        | MKL-981,NUV-682, NUV-683, PDN-684                          | 4            | 2013, 2017, 2018               | Boedapest | |
| BKV Zrt.                                           | newA330CNG     | DPI-206, MPW-601–MPW-637, MUM-638–MUM-649                  | 49           | 2014, 2015                     | Boedapest | Ex-Kéolis 258-294, Ex-TL Lausanne 441-451 en 457 |
| Italië                                             |                |                                                            |              |                                | | |
| Riviera Trasporti                                  | newA330FC      | ??                                                         | 5 na 2015: 3 | 2013                           | San Remo | Indienst sinds 2019 (twee bussen in 2015 verkocht aan Qbuzz) |
| Luxemburg                                          |                |                                                            |              |                                | | |
| Demy Cars                                          | newA330hyb     | ??                                                         | 2            | 2013                           | Luxemburg | |
| Emile Frisch                                       | A330           | B1493, B1494                                               | 2            | 2003                           | Luxemburg | Rijden in de kleurstelling van AVL |
| Emile Frisch                                       | newA330        | B1493-B1494, EF1196-EF1198, EF1215, EF1229-EF 1230, EF1230 | 9            | 2003, 2006, 2010, 2011, 2012   | Luxemburg | B 1493, B 1494, EF 1199, EF 1215 en EF 1229 rijden in de kleurstelling van AVL |
| TICE                                               | newA330        | 33 - 41                                                    | 9            | 2012                           | Kanton Esch-sur-Alzette | |
| Voyages Koob                                       | newA330        | XQ5353                                                     | 1            | 2004                           | Luxemburg | |
| Voyages Simon                                      | newA330        | XQ5351                                                     | 1            | 2004                           | Luxemburg | |
| Monaco                                             |                |                                                            |              |                                | | |
| CAM                                                | newA330        | 100 109, 114 - 117, 134 - 145                              | 28           | 2003 - 2014                    | Monaco | 136 - 145 zijn ex 36 - 45 |
| CAM                                                | newA330hyb     | 110-113, 118-121                                           | 7            | 2011 - 2014                    | Monaco | Hybride bussen |
| Nederland                                          |                |                                                            |              |                                | | |
| BBA                                                | newA330        | 143-176                                                    | 64           | 2002-2005                      | Breda, 's-Hertogenbosch, Tilburg | Naar Veolia Transport, dienden na concessiewisseling nog enige tijd als reservebussen |
| Connexxion Academy                                 | newA330        | 4123-4133                                                  | 11           | 2004                           | Leswagen | Ex-GVU |
| GVU                                                | newA330        | (4)107 - (4)133                                            | 15           | 2004                           | Utrecht | 4119 - 4121, 4123 - 4133 in 2006 naar Novio. (4)122 verkocht in 2006 aan Westbankbusbedrijf. In 2009 keerde de reeks 4119 - 4121 terug naar GVU en ging de rest naar Connexxion Academy . Op 8 december 2013 werd de reeks 4119 - 4121 afgevoerd. |
| Jan de Wit                                         | newA330        | 337, 338                                                   | 2            | 2003                           | Noord-Holland | Ex-Veolia 149, 156 |
| Kijlstra Personenvervoer en Ambulancegroep Fryslân | newA330        | 03-598                                                     | 1            | 2003                           | Ambulancebus Friesland, Groningen en Drenthe | Ex-Veolia 158 |
| Novio                                              | newA330        | 4119 - 4121, 4123 - 4133 (ex-GVU)                          | 14           | 2004                           | Nijmegen | Naar GVU |
| Qbuzz                                              | newA330FC      | 3028-3029                                                  | 2            | 2013 in gebruik sinds 2017     | Provincies Groningen en Drenthe | Ex-Riviera Trasporti San Remo |
| Qbuzz                                              | newA330FC      | 7201-7230                                                  | 30           | 2021                           | Provincies Groningen en Drenthe | |
| RET                                                | newA330FC      | 406, 407                                                   | 2            | 2016                           | stadsdienst Rotterdam | |
| Texeltours                                         | A330           | BN-JX-43                                                   | 1            | 2003                           | | Ex BBA 149 |
| Texeltours                                         | A330           | BN-XL-48                                                   | 1            | 2003                           | | Ex BBA 156 |
| Van Kooten                                         | A330           | 2                                                          | 1            | 2003                           | Veluwe | |
| Veolia Transport                                   | newA330        | 143-176                                                    | 7            | 2002-2005                      | Breda, Tilburg, Delft en Zoetermeer | Ex BBA 143-167 en 175-176 werden in 2007 afgevoerd. 168-174 deden tussen 2009 en 2011 nog dienst in Delft en Zoetermeer en lijn 45 in Den Haag en zijn daarna afgevoerd.                                                                          |
| Westbankbusbedrijf                                 | newA330        | BP-GF-23                                                   | 1            | 2004                           | Terschelling | Ex GVU |
| Noorwegen                                          |                |                                                            |              |                                | | |
| Ruter A/S                                          | newA330FC      | ??                                                         | 5            | 2011                           | Oslo | Waterstofbussen Nog te leveren bussen |
| Verenigd Koninkrijk                                |                |                                                            |              |                                | | |
| First Aberdeen                                     | newA330FC      | ??                                                         | 4            | 2013                           | Aberdeen | |
| Verenigde Staten                                   |                |                                                            |              |                                | | |
| AC Transit                                         | newA330        | 1001-1110                                                  | 110          | 2003-2005                      | Californië | 01-2019: 102 stuks in actieve dienst |
| AC Transit                                         | newA330        | 1111-1131                                                  | 21           | 2005                           | Niet in dienst | Direct doorverkocht aan Washington D.C. |
| AC Transit                                         | Fuel Cell USA  | F1-F3                                                      | 3            | 2005                           | Californië | Waterstofbussen |
| CTT Transit                                        | Fuell Cell USA | ?                                                          | 1            | 2005                           | Connecticut | Waterstofbus |
| DC Circulator                                      | newA330        | 1101-1129                                                  | 29           | 2004                           | Washington D.C. | Onderdeel van een bestelling van AC Transit |
| SunLine Transit Agency                             | Fuel Cell USA  | ??                                                         | 1            | 2005                           | Riverside County | Waterstofbus |

## Afbeeldingen

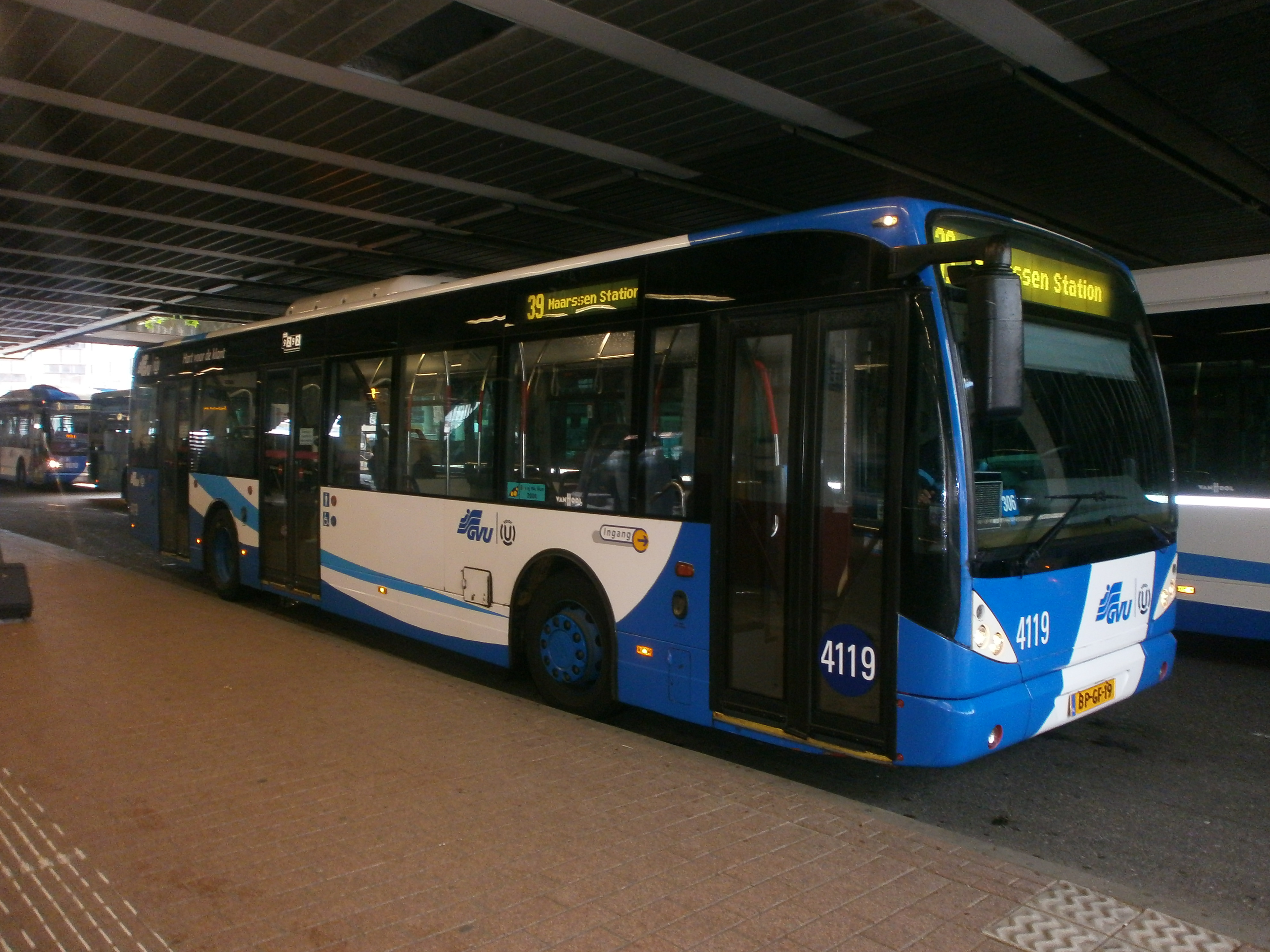
Van Hool new A330 bij vervoerbedrijf GVU
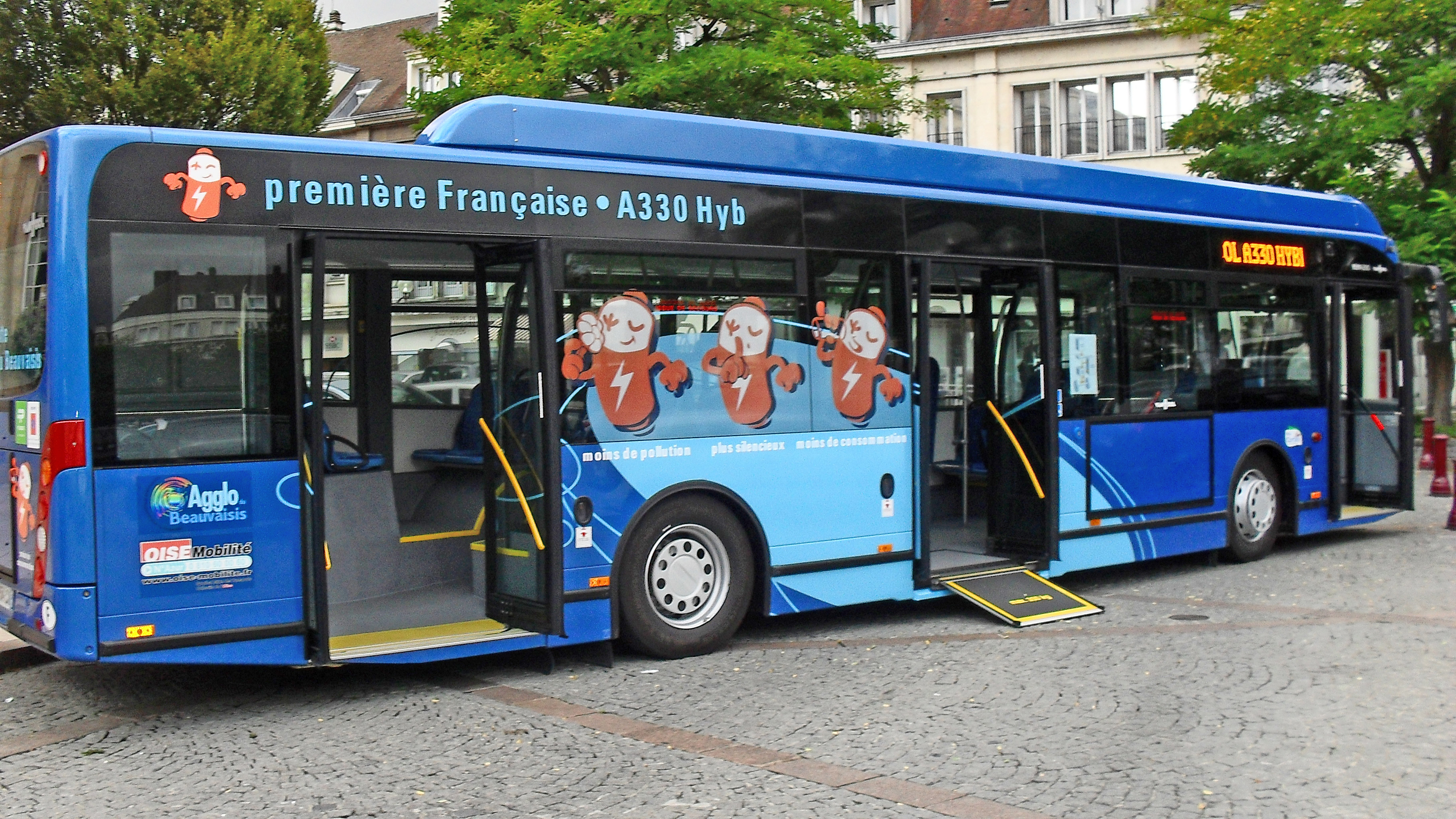
Van Hool A330 Hyb bij vervoerbedrijf Corolis
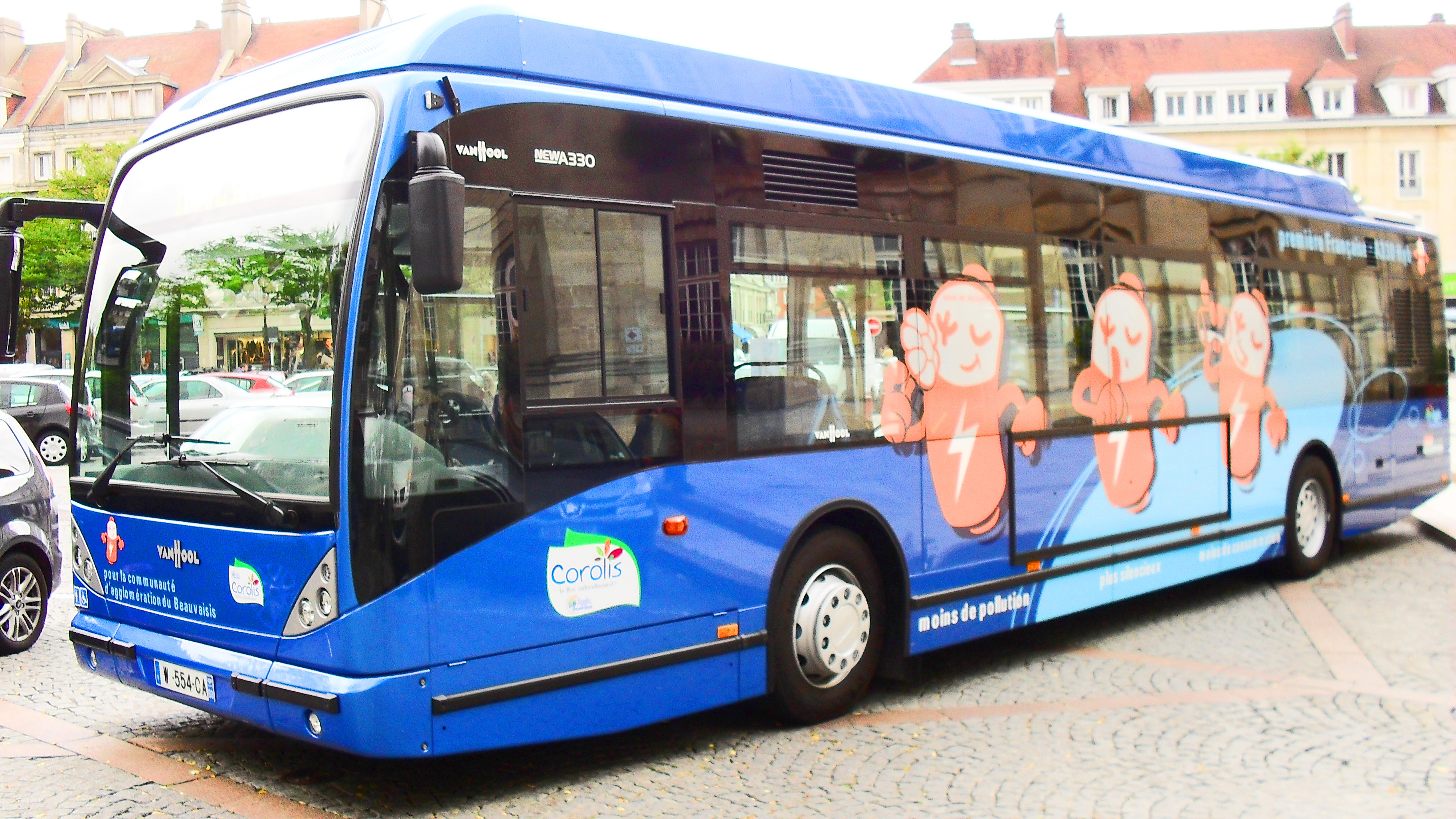
Van Hool A330 Hyb
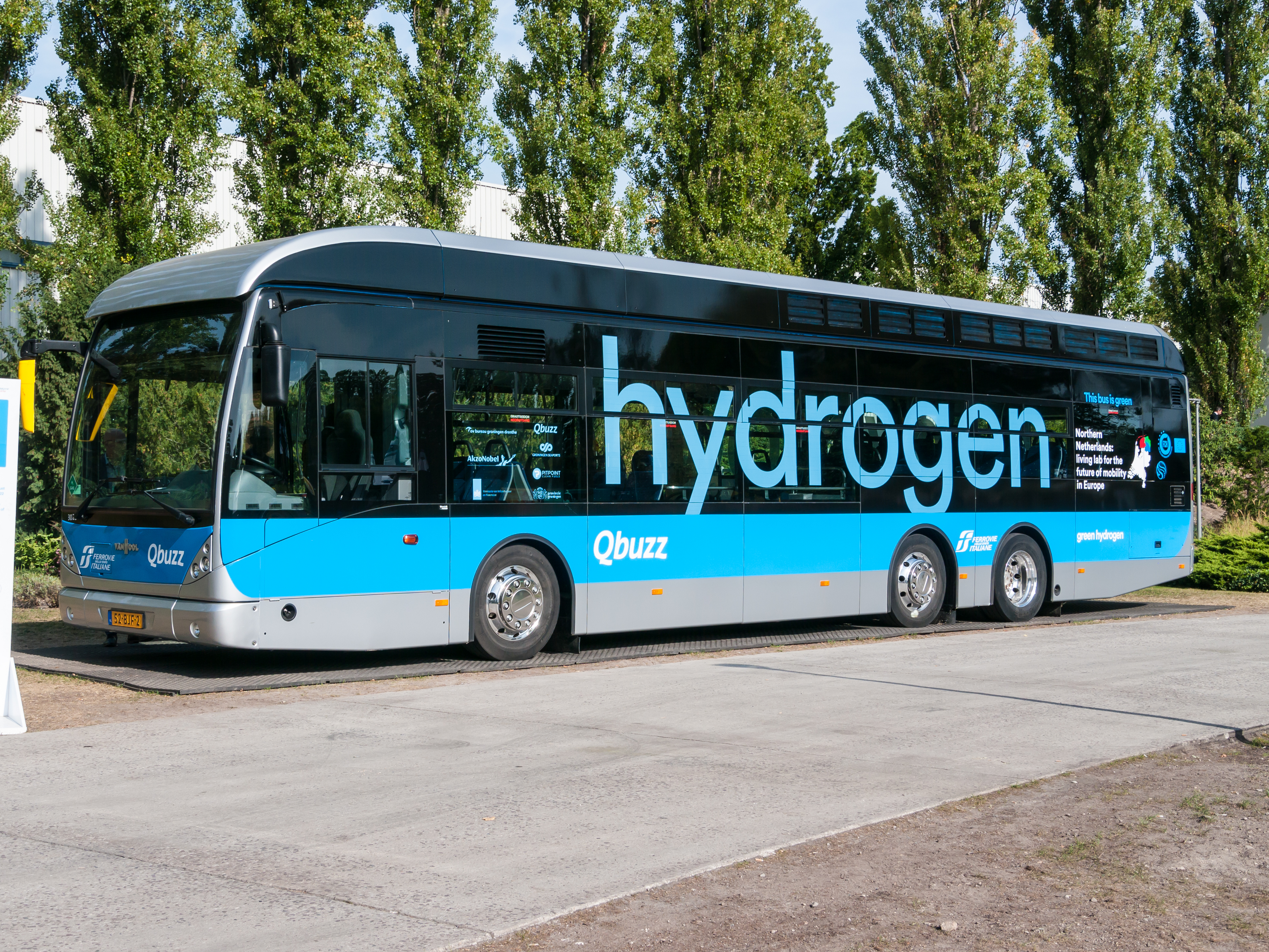
Van Hool A330 waterstofbus van Qbuzz tijdens InnoTrans 2018 te Berlijn
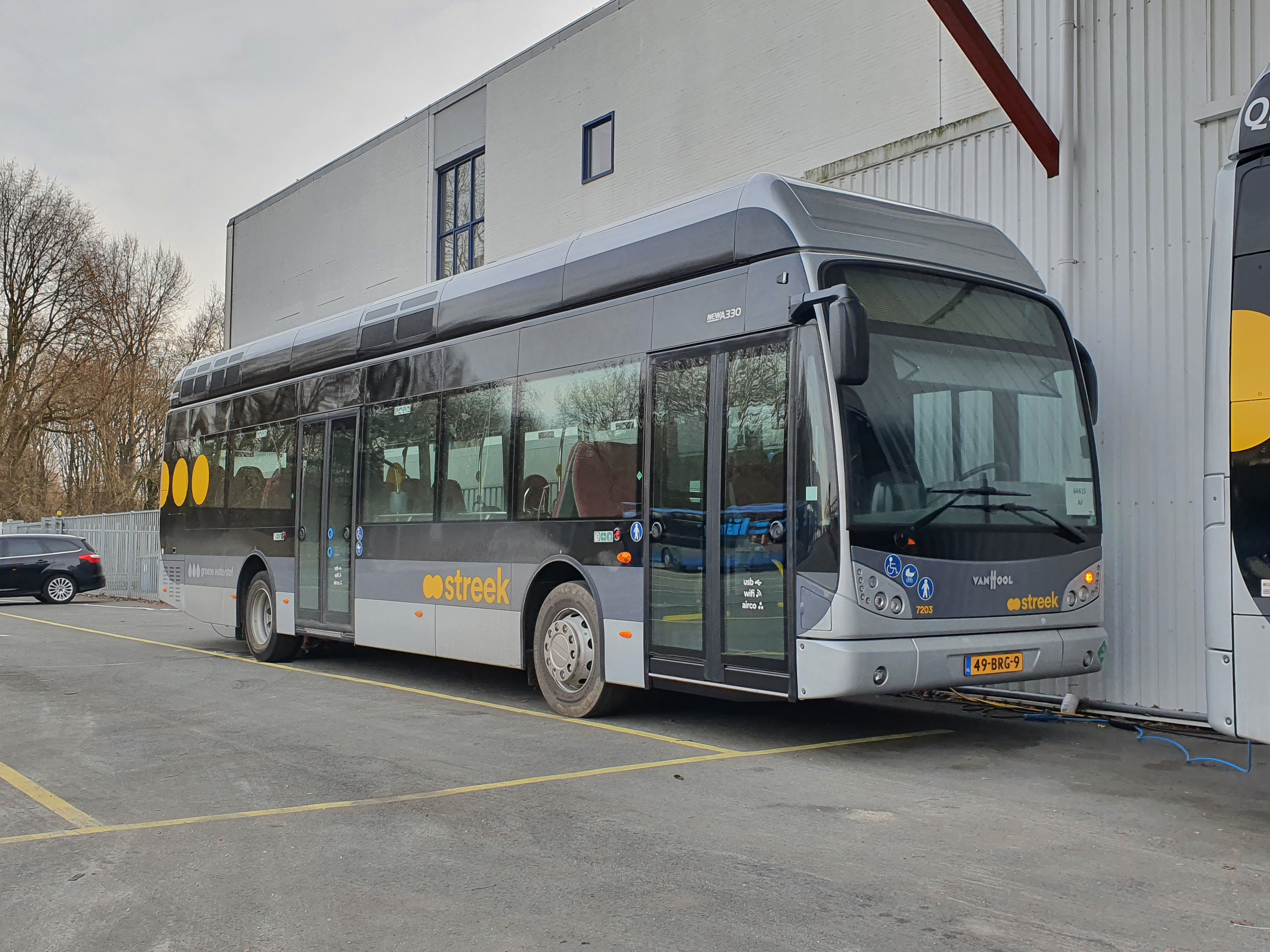
Qbuzz 7203 stalling Peizerweg